# Helina impuncta
Helina impuncta este o specie de muște din genul Helina, familia Muscidae. A fost descrisă pentru prima dată de Fallen în anul 1825. Conform Catalogue of Life specia Helina impuncta nu are subspecii cunoscute.

## Galerie

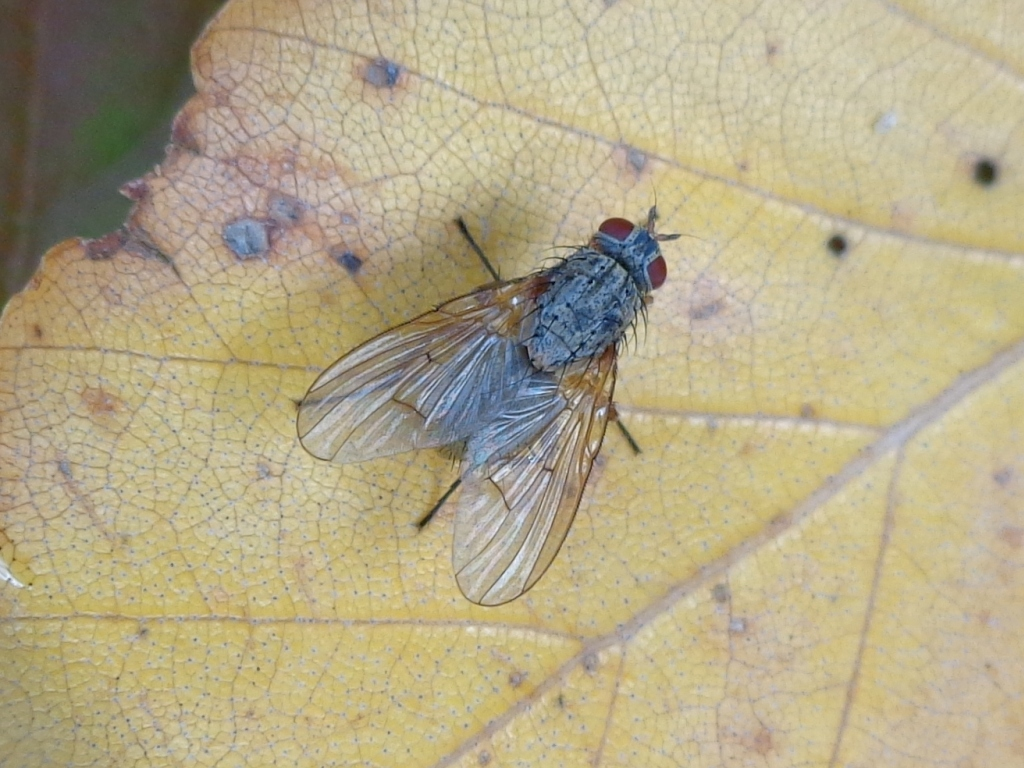